# دليل المسافر إلى المجرة (سلسلة روايات)
دليل المسافر إلى المجرة سلسلة كوميديا خيال علمي ألّفها دوغلاس آدمز. بدأت كعرض كوميدي إذاعي تم بثه على بي بي سي راديو 4 في العام 1978، وبعد ذلك تم تحويلها إلى أعمال فنية أخرى، بما في ذلك  الكتابة الروائية، الكتب المصورة، مسلسل تلفزيوني، لعبة فيديو وفيلم سينمائي.
تحول دليل المسافر إلى المجرة إلى ظاهرة وسائط متعددة عالمية؛ الروايات أكثر هذه الوسائط انتشارًا، بعد أن كانت قد تُرجمت إلى أكثر من 30 لغة بحلول العام 2005. حازت الرواية الأولى، دليل المسافر إلى المجرة (1979)، على المرتبة الرابعة في اقتراع القراءة الكبرى لمحطة بي بي سي. كُتبت الرواية السادسة، وشيء آخر، بقلم يون كولفر بعد أن أضاف إليها مادة كتبها دوغلاس آدامز لم تُنشر قبلًا.  في عام 2017، أعلن راديو بي بي سي 4 عن احتفالٍ بمناسبة الذكرى الأربعين مع ديرك ماغز، أحد المنتجين الأصليين، وهو المسؤول. بُثت الحلقات الست الأولى في يوم 8 مارس من عام 2018.
تتبع الحكاية الواسعة للمسافر المغامرات المأساوية التي يخوضها آخر ناج من البشر، آرثر دنت، عقب دمار الأرض على يد أسطول من بنّاءات فوغون (عرق فضائي خيالي) بغية بناء معبر فضائي فائق. ينقذ فورد بيرفكت – وهو كاتب فضائي شبيه بالبشر لدليل السفر الإلكتروني غريب الأطوار دليل المسافر إلى المجرة – دنت عبر أخذه في توصيلة على متن سفينة فوغون فضائية عابرة. عقب إنقاذه، يتسكشف دنت المجرة برفقة بيرفكت ويقابل تريليان، وهي إنسانة أخرى أخذها حاكم المجرة ذو الرأسين زابود بيبلبروكس ومارفن المكتئب، الروبوت المصاب بجنون الارتياب من الأرض (قبل دمارها). غُيرت بعض تفاصيل السرد في الأعمال المُعدة المتنوعة.

## لمحة
تتبع الإصدارات المتنوعة الحبكة الأساسية ذاتها لكنها في نقاط كثيرة متناقضة فيما بينها، إذ أن آدامز أعاد كتابة القصة فعليًا لكل إعداد جديد. في سائر الإعدادات، تتبع السلسلة مغامرات آرثر دنت، رجل إنجليزي بائس، عقب دمار الأرض على أيدي الفوغون، عرق من الفضائيين البغيضين والبيروقراطيين، أثناء بنائهم معبرًا ما بين المجرات. تتقاطع مغامرات دنت مع عدة شخصيات أخرى: فورد بيرفكت، وهو كائن فضائي وباحث يعمل لصالح كتاب الدليل المسمى على اسم السلسلة، وهو من أنقذ دنت من دمار الأرض؛ زابود بيبلبروكس، نصف قريب فورد غريب الأطوار وحاكم المجرة الذي سرق القلب الذهبي، وهي سفينة فضائية مجهزة بدافع اللا احتمالية اللانهائي؛ والرجل الآلي المكتئب مارفن الروبوت المصاب بجنون الارتياب؛ وتريليان، كانت تُعرف سابقًا باسم تريشيا مكميلان، امرأة قابلها آرثر مرة في حفلة في إيسلينغتون، وهي الناجي البشري الآخر الوحيد من دمار الأرض، بفضل تطفل بيبلبروكس.
في سفراتهم، يكتشف آرثر أن الأرض كانت في الحقيقية حاسبًا فائقًا عملاقًا، خلقه حاسب فائق آخر، اسمه ديب ثوت (فكر عميق). صُنع ديب ثوت بواسطة مُخترعيه ليجيب على «سؤال الحياة الأسمى، والكون، وكل شيء»، ما كان جوابه بعد عصور من العمليات الحسابية، «42» ببساطة. أعطيت تعليمات لديب ثوت بعدها ليصمم الحاسب الفائق الأرض لتحديد ما هية السؤال بالفعل. دمر الفوغون الأرض بعد ذلك قبل لحظات من إتمام حساباتها، وأصبح آرثر هدف أحفاد مبتكري ديب ثوت، لاعتقادهم أن عقله يحمل الإجابة حتمًا. يستطيع آرثر الهروب بمساعدة رفيقه، ويقرران تناول طعام الغداء في المعطم الكائن عند نهاية الكون، قبل الشروع في مغامرات أخرى.

## خلفية
استُمدت السلسلة الراديوية الأولى من عرض اسمه «نهايات الأرض»: وهو عبارة عن ست حلقات مستقلة، تنتهي جميعها بدمار الأرض بطريقة مختلفة. أثناء كتابة الحلقة الأولى، أدرك آدامز أنه كان بحاجة وجود شخص فضائي ما على الكوكب لتوفير بعض السياق، وأن هذا الفضائي كان بحاجة سبب لوجوده هناك. استقر آدامز في النهاية على جعل هذا الفضائي باحث جوال لصالح «كتاب رائع كليًا» اسمه دليل المسافر إلى المجرة. مع تقدم كتابة أول حلقة راديوية، أصبح الدليل محور القصة، وقرر أن يجعله نقطة تركيز السلسلة، واحتفظ بفكرة دمار الأرض فقط.
زعم آدامز أن العنوان مستقًى من حادث أصابه في عام 1971 وقتما كان شابًا يسافر بالأتوستوب حول أوروبا ويحمل معه نسخة من كتاب دليل المسافر إلى أوروبا: حينما كان مستلقيًا في حقل قرب إنسبروك مع نسخة من الكتاب وعيناه ساهمتان في النجوم، مر بخاطره أنها ستكون فكرة جيدة لو كتب أحدهم دليل المسافر إلى المجرة أيضًا. مع ذلك، ادعى لاحقًا أنه نسي الحادثة بذاتها، ولا يعرف بها إلا لأنه قص قصتها كثيرًا. يُقتبس عن أصدقائه قولهم أن آدامز ذكر فكرة «السفر بالأتوستوب حول المجرة» أمامهم أثناء عطلة قضوها في اليونان عام 1973.
إن دليل آدامز الخيالي كتاب دليل إلكتروني للكون بأسره، نُشر في الأصل على يد مطبوعات ميغادودو، أحد أعظم دور نشر كوكب أورسا ماينور بيتا. يتخلل السرد في النسخ المتنوعة من القصة مقتطفات من الدليل بصورة متكررة. يقدم صوت الدليل (بيتر جونز في أول سلسلتين راديويتين وإصدارين تلفزيونيين، لاحقًا ويليام فرانكلين في السلاسل الراديوية الثالثة والرابعة والخامسة، وستيفن فراي في نسخة الفيلم)، سردًا عامًا أيضًا.